# Trampschifffahrt
In der Trampschifffahrt (auch Bedarfsschifffahrt, alte Schreibweise Trampschiffahrt) fährt ein Frachtschiff – im Unterschied zur Linienschifffahrt – ohne festgelegten Fahrplan und ohne feste Routen in Form des Charterverkehrs.

## Allgemeines
Der Fahrplan eines Tramps richtet sich ausschließlich nach dem geladenen oder dem noch zu ladenden Frachtgut. Üblicherweise werden volle Schiffsladungen des Befrachters durch den Verfrachter auf Charterbasis transportiert. Anders als in der Linienschifffahrt sind die Preise in der Trampschifffahrt stark von Angebot und Nachfrage abhängig.

## Geschichte
Im 19. Jahrhundert war es nicht unüblich, Segelschiffe auf Trampreise um die halbe Welt herum segeln zu lassen.
Hierzu schrieb Jean Randier in seinem Artikel die großen französischen Frachtsegler:

„Die Hauptfahrgebiete der französischen Segelschiffe waren: mit englischer Kohle von Europa nach Chile und mit Salpeter zurück; mit Industrieausrüstungen nach der Westküste der USA und mit Schnittholz zurück; in Ballast nach Neukaledonien und mit Nickelerz zurück; schließlich die australische Weizenfahrt; gelegentlich auch Trampreisen von über einem Jahr rund um die Erde.“

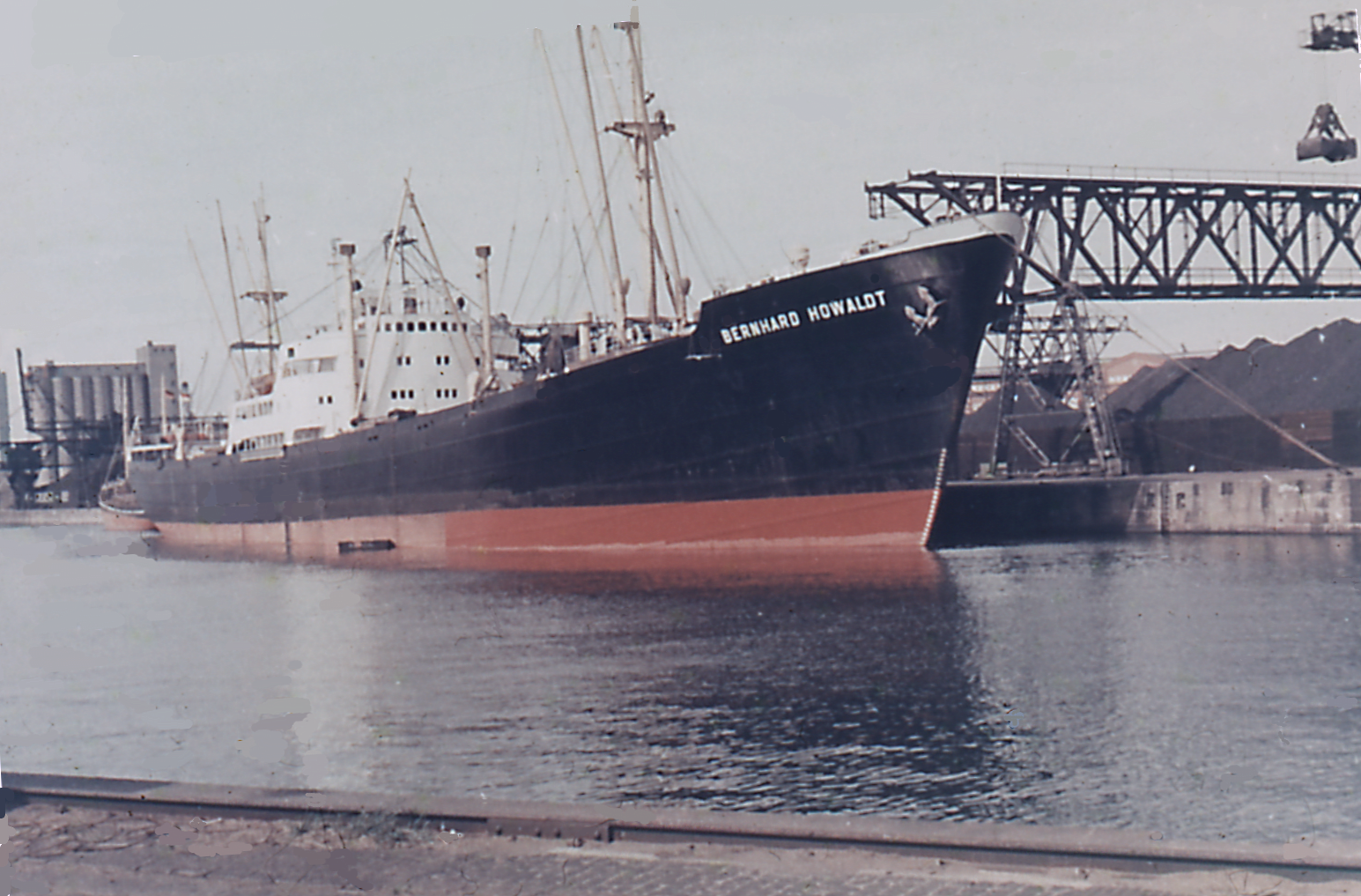
MS Bernhard Howaldt – Malmö (Schweden) an der Kohlenpier, 1957

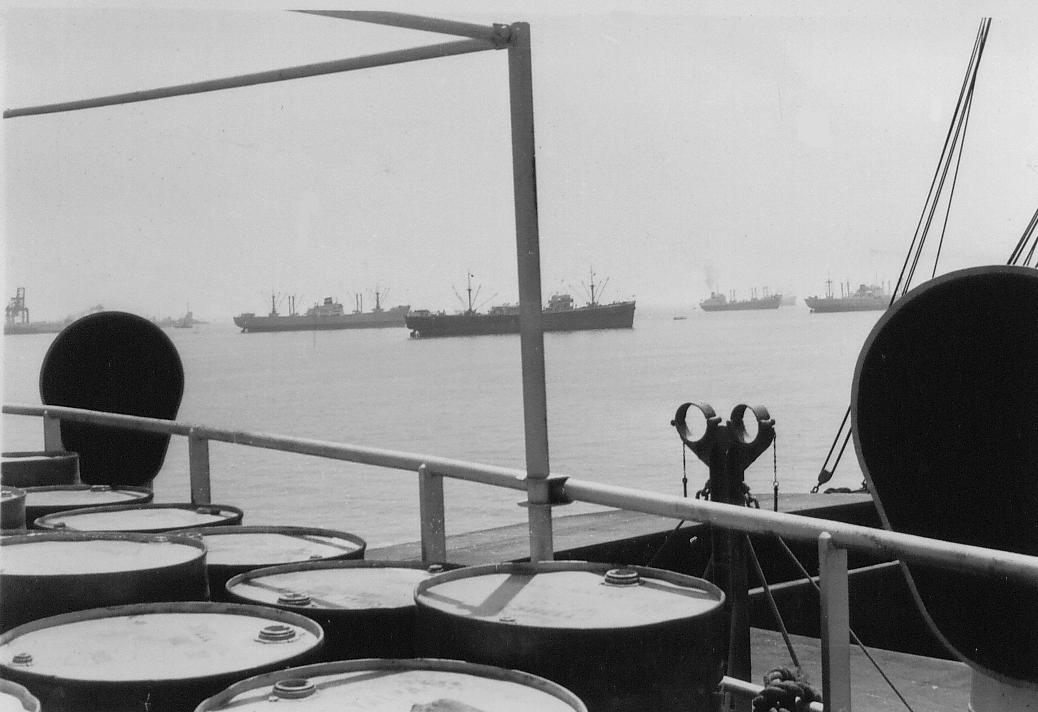
Viele Schiffe liegen in der Bucht von Hampton Roads (Virginia) vor Anker und warten auf die Beladung mit Kohle, 1957

Der Begriff Trampdampfer (englisch Tramp Steamer) kam auf, als zunehmend dampfbetriebene Eisenschiffe fuhren und den Segelschiffen Konkurrenz machten. 'Dampfer' war ein Synonym für Dampfschiff (= Schiff, das von einer Dampfmaschine oder einer Dampfturbine angetrieben wird).
Trampdampfer waren in der Trampschifffahrt eingesetzte Frachtschiffe mit einer Dampfmaschine als Primärantrieb, die verschiedene Häfen in unregelmäßiger Reihenfolge anliefen. Diese Schiffe waren an keine Linie und an keinen Fahrplan gebunden und nahmen als Frachtgut auf, was ihnen zu einer akzeptablen Frachtrate (= Transportpreis) angeboten wurde. Diese Art von Gütertransport war bis etwa 1970 weit verbreitet. Viele Trampdampfer waren vielseitig ausgerüstet, um unterschiedlichste Güter transportieren zu können. Die meisten Trampdampfer waren 100 bis 150 Meter lang und hatten zwischen 1.000 und 10.000 ts (Standardtonnen). Die häufigste Größe war ca. 4.500 ts und ca. 120 Meter Länge.
Ein Trampdampfer konnte diverse Deckaufbauten haben, mit oder ohne Schutzdeck, Backdeck oder Poop, mit kurzem oder langem Brückendeck etc. Schiffe mit eigenem Schiffskran waren unabhängig von Kränen in Häfen.
In den zwei Weltkriegen wurden die Industrien bzw. die Volkswirtschaften der hauptbeteiligten Länder in hohem Maße für Kriegszwecke eingesetzt (siehe Kriegswirtschaft). Die Schiffe der jeweiligen Handelsmarinen wurden beschlagnahmt (Requirierung) oder von staatlichen Stellen gemietet oder gekauft.
Im Ersten Weltkrieg dominierte die Royal Navy die Nordsee und andere Gewässer. Sie praktizierte eine umfassende Seeblockade der Mittelmächte; der Überseehandel von und nach deutschen Häfen kam praktisch zum Erliegen. 
Die Trampdampfer wurden hauptsächlich als Versorgungsschiffe verwendet. Im Zweiten Weltkrieg fuhren alliierte Schiffe oft in Konvois mit Geleitschutz.

Deutschland führte die Atlantikschlacht während des Zweiten Weltkrieges überwiegend als U-Boot-Krieg. Letzterer erreichte im Juni 1942 einen Höhepunkt; in diesem einen Monat versenkten die U-Boote der deutschen Kriegsmarine 124 alliierte Handelsschiffe mit über 600.000 Bruttoregistertonnen. Bis März 1943 (500.000 BRT) blieben diese Zahlen hoch; danach nahmen sie deutlich ab.

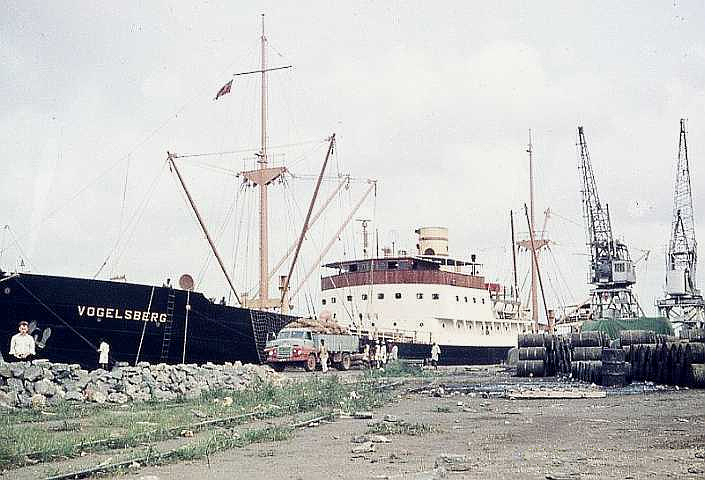
MS Vogelsberg der Reederei H. Vogemann beim Löschen von Sack- und Stückgut in Freetown, 1958

Nach Ende des Zweiten Weltkrieges, in dem fast die gesamte deutsche Handelsschiff-Tonnage verloren ging, wurde seitens der alliierten Siegermächte 1945 im Potsdamer Abkommen die Erlaubnis erteilt, Frachtschiffe bis zu einer Größe von 1.500 Tonnen zu bauen. Ab 23. Februar 1951 entfiel diese Beschränkung. Zu dieser Zeit wurde der Koreakrieg erbittert geführt; er verursachte einen weltweit wachsenden Bedarf an Schiffstonnage und hohe Frachtraten. Davon profitierten in erster Linie zunächst die Trampreeder, die sich günstig alte Schiffe im Ausland eingekauft hatten, allen voran die Reederei Egon Oldendorff in Lübeck oder H. Vogemann in Hamburg. Ab 1951 wurden auf deutschen Werften wieder neue Schiffe aller Größen gebaut, für die es besonders in der Trampschifffahrt einen Bedarf gab. Gefahren wurde alles was möglich war, zum Beispiel Kohle, Schwefelkies, Stückgut, Autos, Militärgut, Ölkuchen, Fischmehl, Erz, Schrott oder Getreide. Reedereien wie Bolten, Bornhofen, Hanseatische Reederei Emil Offen & Co., Howaldt, Knöhr & Burchard, Komrowski, Leonhardt & Blumberg, Kauffahrtei Seereederei A. Wiards und andere waren in dieser „Vor-Container-Zeit“ weltweit erfolgreich im Trampschifffahrtgeschäft tätig. Die Trampschifffahrt im herkömmlichen Sinne und mit konventionellen Stückgutschiffen endete etwa Anfang der 1970er Jahre und wurden durch den Containerlinienverkehr verdrängt.
Heutzutage wird Massengut und vor allem Projektgut zwischen den Industrieländern oftmals in Trampverkehr abgewickelt.

## Schiffsarten
Typische Schiffe der Trampschifffahrt sind Containerschiffe, Tanker, Stückgut-, Schwergut-, Massengutfrachter und Kühlschiffe.